# In het spoor van Peking Express
In het Spoor van Peking Express is een televisieprogramma waarin zes bekende Nederlanders de Peking Express route volgen, een route dwars door Zuidoost-Azië.  Deze route wordt tevens gevolgd door teams uit het programma Peking Express De Mekong Route, maar zij moeten de route zo snel mogelijk afleggen. De bekende Nederlanders die meedoen aan het programma In het Spoor van Peking Express volgen deze route echter op hun gemak en nemen de tijd voor de natuur en de bezienswaardigheden.
Het programma wordt pas uitgezonden sinds de derde editie van Peking Express.

## Deelnemers
De deelnemers aan In het Spoor van Peking Express 2006 waren Inge de Bruijn, Victor Reinier, Dennis van der Geest, Rifka Lodeizen, Reinier (oud-deelnemer van Peking Express) en Dyanne Beekman.

## Boek
Een boek over de route van de derde editie van Peking Express heet eveneens In het Spoor van Peking Express. In dit reisverhaal wordt uitgebreid ingegaan op de route die de teams volgden in de derde editie van Peking Express.
Landen: Nederland & Vlaanderen · Frankrijk · Duitsland · Noorwegen, Zweden & Denemarken · Spanje 

Nederlandse seizoenen: 2004 · 2005 · 2006 · 2007 · 2008 · 2012 · 2017

Zie ook: Peking Express VIP · In het spoor van Peking Express · Kanakna